# 菊田郁美
菊田 郁美（きくた いくみ、1986年7月19日 - ）は、日本の女性ファッションモデルである。奈良県出身で、所属事務所はエフ・ファクトリージャパン。

## 人物
- 特技は、水泳、趣味はショッピング。

## 活動内容

### 雑誌
- 『HONEY girl』（英知出版）：専属モデルとして活躍。